# 内藤忠行
内藤 忠行（ないとう ただゆき、1941年5月30日 - ）は、日本の写真家。東京浅草生まれ。
ジャズと出会いそのフィーリングとバイブレーションを映像化すべく写真家を志す。マイルス・デイヴィスなどオリジナルなスタイルを創造した天才ミュージシャンから学んだ表現方法を写真に応用し、多数のレコードジャケットを手がける。海外では、特にマイルス・デイヴィスのアルバムで採用された写真で知られている。
『キース・ジャレット/ ビロンギング』や『チック・コリア＆ゲイリー・バートン/デュエット』など多くの有名ミュージシャンのレコードジャケットを手がけている。
2005年、スワミナサン財団（「緑の革命の父」と謳われるスワミナサン博士が、貧困・飢餓を根本的に解決するため設立した財団）によるプロジェクトの一環、「モダン・マスターズ・オブ・フォトグラフィー／ジャパン」の12人の写真家の一人に選出。2022年一般社団法人日本ジャズ音楽協会より、長年の功績が認められて写真家として初めて「日本ジャズ会長賞」を受賞。
東京都写真美術館、川崎市民ミュージアム、安中現代美術館（群馬）などに作品収蔵。

## 来歴
- 1941年 東京市浅草区浅草田原町（現東京都台東区浅草）に生まれる。
- 1964年 東京デザイナーズ学院写真科卒業、ジャズミュージシャンを撮り始める。
- 1970年 浜野商品研究所を経て独立、Photohouse Omを設立する。
- 1974年 ジャズへの傾倒からアフリカ取材を開始。
- 1980年代後半より日本文化へアプローチを始め、「桜」「庭」「蓮」等をモチーフに独自の作品世界を創出している。

## 作品集
- 写真集「日野皓正の世界」（1970年、サンケイ新聞出版局）
- 写真集「NABESAN」（1977年、泰流社）
- 写真集「アフリカの旅」（1980年、Photo house OM）
- 写真集「地球風俗曼陀羅」（1981年、神戸新聞事業社） 毎日デザイン賞受賞
- レコード制作（アコースチックドキュメント）「MASAILAND」「DRY&WET」「NIGHT TRIP」（1981年、トリオレコード）
- 写真集「アフリカの歌」（1983年、晶文社)
- レコード、CD制作「TIMELESS」（1985年、ソニーレコード）
- レコード、CD制作「ZEBRA」（1985年、MCA）
- 写真集「ZEBRA」（1989年、情報センター出版局）
- 写真集「SAKURA-COSM」（1990年、扶桑社）
- 写真エッセイ集「Synchro Vibes」（1991年、 JICC出版局）
- 写真集「わが心のアフリカ」ライアル・ワトソン共著（1992年、筑摩書店）
- ビデオ「脳の縞」（1993年、Photohouse OM）
- CD-ROM「ZEBRA FANTASY」（1996年、ハートランド）
- ハイビジョン作品監督「The Song of Africa」（1997年、ソニー）
- CD-ROM「京の庭」（1998年、デジタローグ） ニューヨークADC銀賞受賞
- 写真エッセイ集「宇宙のかたち 日本の庭」（1998年、世界文化社）
- デジタルビデオ作品「ZEBRA」（2001年、RESFEST 2001） デジタル・フィルム・フェスティバル出展）
- 「満月に祭りを」（2002年、たま出版）
- 写真エッセイ集「色はことのは」末永蒼生共著（2003年、幻冬舎）
- 写真集「Blue Lotus」（2005年、評言社）
- 写真エッセイ集「日本の庭」（2008年、世界文化社）
- 写真エッセイ集「美を生きる」千住博共著（2008年、世界文化社)

## 主な写真展
- 写真展「桜」（1990年、ラフォーレ原宿）
- 写真展「庭」（1997年、エキジビション・スペース）
- 「モーリの色彩空間part4 『SABI』展」（2000年、青山スパイラルホール）
- 写真展「Japanese Garden」（2001年、BruneiGallery/ロンドン）
- 「ミステリアス・ストライプ展」（2002年、INAXギャラリー）
- ART AT THE ROCKFACE展（2006年、イギリス）出展
- 写真展「Blue Lotus」（2006年、上海蓮花画房）
- 写真展「Blue Lotus」（2006年、京セラ・コンタックスサロン）
- 写真展「AFRICAN VIBRATION」（2007年、キヤノンSタワー）
- 上海アートフェアー「Blue Lotus」（2008年）出展
- 写真展「OCTAVE_02」（2009年、TIME&STYLE MIDTOWN・TIME&STYLE HOME）
- 写真展「マイルスデイビス写真展 I loved Him Madly」（2016年、MITSUOKA麻布ショールーム ）
- 写真展「ある写真家の花見」（2018年、オリンパスギャラリー東京）
- 内藤忠行＆佐藤仁重 コラボレーション写真展「二人の写真家が見た NEW YORK × NEW YORK」(2022年、富士フイルムフォトサロン東京)
- 写真展「African 風雅」(2022年、MEDEL GALLERY SHU)
- 写真展「寒山拾得 Kanzan and Jittoku」(2023年、SYP Gallery)